# Eugenia liberiana
Eugenia liberiana är en myrtenväxtart som beskrevs av Gerda Jane Hillegonda Amshoff. Eugenia liberiana ingår i släktet Eugenia och familjen myrtenväxter. Inga underarter finns listade i Catalogue of Life.